# Kim Hyung-bum (calciatore)
Kim Hyung-bum (김형범?, 金炯氾?; Seul, 1º gennaio 1984) è un ex calciatore sudcoreano, di ruolo attaccante.